# Alexander Levitzki
Alexander Levitzki (ebraico: אלכסנדר לויצקי; Gerusalemme, 13 agosto 1940) è un biochimico israeliano e professore di biochimica alla “Hebrew University of Jerusalem”.

## Biografia

### Primi anni
Alexander Levitzki nacque nel 1940 in Palestina. Si laureò in chimica presso la Università Ebraica di Gerusalemme in Israele. Fece un master in biochimica e biofisica presso la stessa università ed il “Weizmann Institute of Science” nel 1968. Dal 1968 al 1971 fece un dottorato presso il dipartimento di biochimica dell'Università di Berkeley in California, con il professor Daniel E. Koshland Junior.

### Carriera accademica
Nel 1970 Alexander Levitzki divenne Senior Scientist al Dipartimento di biofisica dell'Istituto Weizmann e nel 1974 professore associato dello stesso istituto.
Nel 1974 fu professore associato dell'Università Ebraica di Gerusalemme. Nel 1976 ebbe la cattedra di biochimica presso la stessa università. Fu visiting professor al National Cancer Institute nel Maryland ed in California, Oregon, San Francisco. Fu anche membro dell'Israel Academy of Sciences and Humanities e preside della sua sezione scientifica.

### Ricerca
Alexander Levitzki è noto per aver sviluppato inibitori chimici specifici per le chinasi attivate nelle cellule cancerogene. Fu inoltre il primo a sviluppare sistematicamente tirfostine (inibitori delle chinasi che operano la fosforilazione della tirosina). Levitzki dimostrò (1993) che l'inibitore del Bcr-Abl chinasi induce la morte delle cellule tumorali nella leucemia mieloide cronica. Questo lavoro lo portò allo sviluppo del Glivec di Novartis (1996) che è usato, con grande successo, per la terapia di pazienti affetti da questa malattia. Levitzki è stato inoltre un pioniere nello sviluppo degli inibitori dei recettori EGF, PDGF, Her-2/neu, Jak-2, VEGFR e degli inibitori a base peptidica del PKB/Akt, che possono penetrare nelle cellule. Levitzki dimostrò che gli inibitori del PDGFR chinasi rilasciati da nanoparticelle o stent medicati possono essere usati per inibire la restenosi (o stenosi ricorrente) dopo angioplastica. Nel 2006 la sua squadra di ricerche sviluppò un metodo di "induzione al suicidio" in cellule di tumore cerebrale.

## Onorificenze
- Nel 1990 gli fu riconosciuto l'Israel Prize per le scienze naturali (seguendo il padre, Jacob Levitzki, che ricevette il premio nel 1953).
- Nel 2005 ricevette il Premio Wolf per la medicina per "le sue ricerche sulla terapia di transduzione e per aver sviluppato gli inibitori del chinase tirosina come agenti effettivi contro il cancro ed altre malattie".